# Chadrack Muzungu
Chadrack Muzungu Lukombe, né le 14 avril 1997 à Kinshasa, est un footballeur international congolais qui évolue au poste d'ailier au Championnat de Malaisie de football avec le Kelantan DN.

## Biographie

### Carrière en club
Il est formé dès l'âge de 9 ans au Centre de Formation de L'ATHLETIC CLUB UJANA à Kinshasa.
Il commence sa carrière à l'AS Vita Club, équipe de son pays d'origine.
En janvier 2019, Lukombe part à l'étranger en s'engageant avec le club égyptien de l'ENPPI SC.
Le 31 janvier de l'année suivante, il rejoint l'Europe et le club espagnol de l'UD Almería. Il est affecté à l'équipe B qui évolue en Tercera División (quatrième division).
Ensuite transféré à Boulogne sous forme d'un prêt sans option d'achat.
Le 20 mai 2022, il remporte la Coupe de la confédération après avoir remporté la finale sur une séance de tirs au but face à l'Orlando Pirates FC (match nul, 1-1). Le 28 juillet 2022, il bat le Wydad Casablanca sur séance de penaltys à l'occasion de la finale de la Coupe du Maroc au Stade Mohammed-V (match nul, 0-0). Le 10 septembre 2022, il est titularisé sous son nouvel entraîneur Abdelhak Benchikha à l'occasion de la finale de la Supercoupe de la CAF face au Wydad Athletic Club. Le match se solde sur une victoire de 0-2 au Complexe sportif Moulay-Abdallah.

### Carrière en équipe nationale
Il reçoit sa première sélection en équipe de RD Congo le 19 août 2017, contre le Congo. Ce match nul (1-1) rentre dans le cadre des éliminatoires du championnat d'Afrique des nations 2018.

## Palmarès
- Finaliste de la Coupe de la confédération en 2018 avec l'AS Vita Club
- Champion de RD Congo en 2018 avec l'AS Vita Club
- Vainqueur de la Coupe du Maroc en 2021 et 2022 avec RS Berkane[3].
- Vainqueur de la Coupe de la confédération en 2022 avec RS Berkane
- Vainqueur de la Supercoupe de la CAF en 2022 avec RS Berkane.